# Labena espinita
Labena espinita là một loài tò vò trong họ Ichneumonidae.